# Voenno-morskoj flot (Impero russo)
La Voenno-morskoj flot (in russo Военно-морской флот? – VMF) è stata la marina militare dell'Impero russo. Viene considerata attiva nel periodo compreso tra il 1696 ed il 1917.

## Le origini
Fu lo zar Michele Romanov a dare un primo impulso all'ammodernamento della marina russa, con la costruzione del primo veliero a 3 alberi, completato nel 1636. Varata con il nome di Frederick era stata costruita presso Balachna lungo il Volga da progettisti danesi originari dell'Holstein. Il veliero fu perso durante il viaggio inaugurale nel Mar Caspio in seguito ad una violenta tempesta.

## Dalla creazione alla fine (1696-1917)

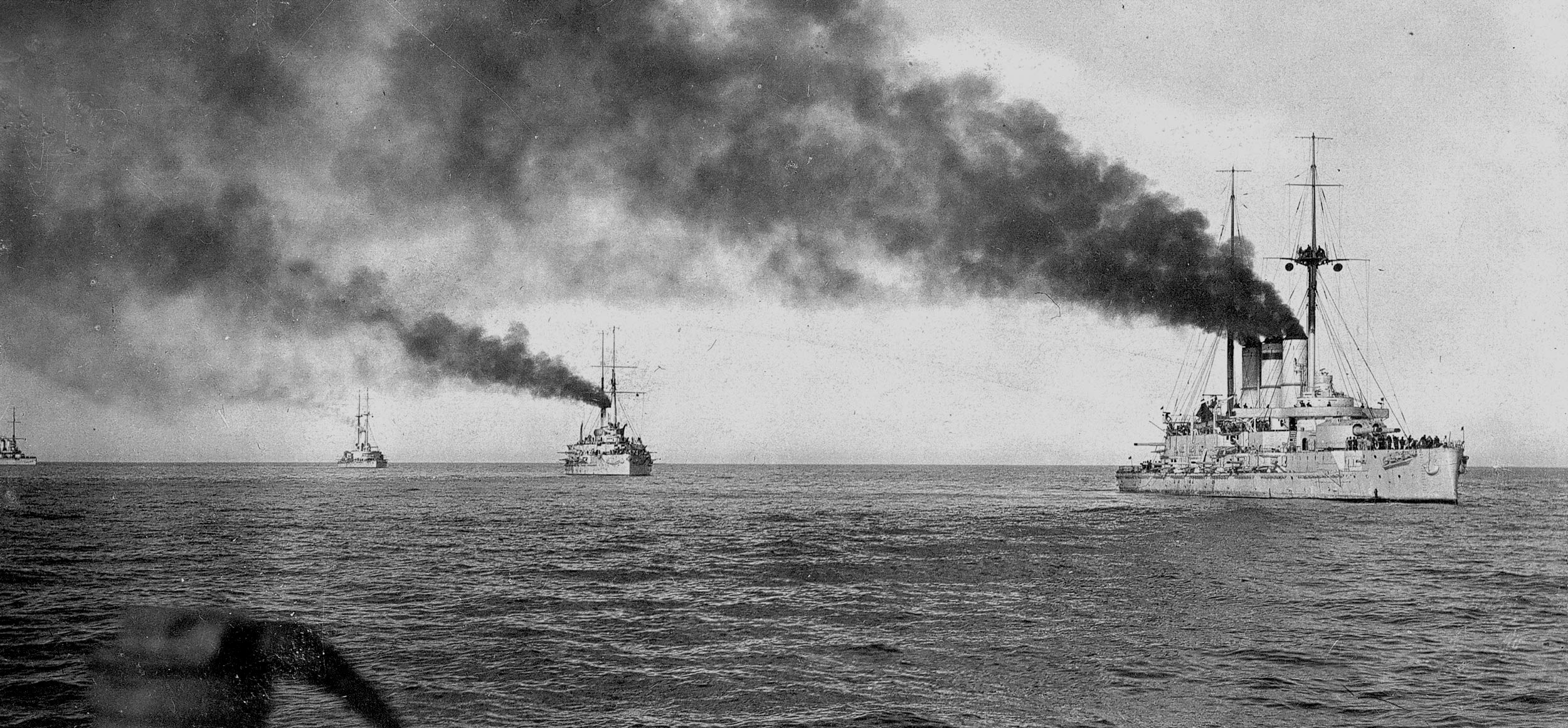
Corazzate della Flotta del Mar Nero nel 1916

La creazione di una marina militare regolare avvenne durante il regno di Pietro il Grande. Durante la seconda campagna d'Azov del 1696 contro l'Impero ottomano i russi impiegarono per la prima volta 2 vascelli, 4 brulotti, 23 galee. Dopo l'occupazione della fortezza di Azov la Duma dei boiardi, in seguito al rapporto dello zar sulla campagna militare approvò un decreto per la costituzione di una Marina il 20 ottobre 1696, data considerata come l'inizio della Marina Imperiale Russa, tra i cui fondatori vanno ricordati, oltre a Pietro il Grande, fra gli altri Fëdor Matveevič Apraksin, Aleksej Senjavin, Naum Akimovič Senjavin e Michail Golicyn.

## Gli uomini
Anche se la marina russa non occupò mai un ruolo di primissimo piano a livello mondiale, nonostante in alcuni periodi la sua consistenza numerica fosse rilevante, fra le sue file si annoverano grandi marinai. Solo per citarne alcuni, l'ammiraglio Stepan Osipovič Makarov sfortunato protagonista della battaglia di Port Arthur (che da capitano di corvetta fu il primo a lanciare con successo un siluro in guerra, e che fu uno dei teorici della guerra di mine più in vista del tardo Ottocento, fu anche un ingegnere navale stimato per lo sviluppo di un nuovo tipo di rompighiaccio), Pavel Stepanovič Nachimov vincitore della battaglia di Sinope, l'ammiraglio Fëdor Fëdorovič Ušakov, Michail Petrovič Lazarev che divenne contrammiraglio per il valore dimostrato nella battaglia di Navarino. Di fatto, fino alla Russia sovietica, la flotta non venne mai anteposta all'esercito, e non fu utilizzata come strumento di controllo e dominio dei mari, ma solo come arma sussidiaria, il cui uso fu spesso viziato da scelte politiche e l'efficienza minata da un insufficiente addestramento degli equipaggi.

## Le navi
Concretamente la Russia si dotò soltanto verso il 1714 per la grande guerra del nord, vennero 22 vascelli e 46 tra galee e navi minori quali fregate e corvette. Dal 1800 le navi, come in ogni altra marina europea, vennero prodotte in due classi principali, la "Classe Kiryev", che comprendeva le navi di linea più pesanti, e la "Classe Ozov" che comprendeva le classi minori. Ma è solo dalla fine dell'800 che la Marina Imperiale disporrà di navi moderne prodotte su classi fisse e uniformi. La "Classe Admiral Bygov" comprendeva, dal 1881, incrociatori rudimentali con cannoni da 120mm e corazzature leggere ma assai veloci e maneggevoli. Il 22 agosto 1882 venne autorizzata dallo zar la produzione di incrociatori della "Classe General Sasyonev" che includeva modelli di incrociatori di maggiori dimensioni. Nel 1885-1886 vennero varati 4 incrociatori "Admiral Bygov" ovvero: Taryev, Sallunyev, Oralsk e Dmitren e 2 incrociatori della Classe General Sasyonev: il Veregdinsk e il Rampfeev. Nel 1887 entrò in servizio la "Classe Novgorod" di cacciatorpediniere e torpediniere d'appoggio. Sempre nel 1885-1887, 13 cacciatorpediniere e 15 torpediniere d'appoggio di questa classe vennero divise nelle Divisioni B1 e B2. Nel 1889-1894 vennero varate le nevi della "Classe Zar Pyotr I", corazzate primitive ma comunque avanzate per l'epoca. Nel 1895-1899 venne ampliata la produzione con l'introduzione della classe Urlask per le fregate e la Classe Obrodansk per le navi di appoggio di tonnellaggio minore. Nel 1891-1902 vennero varati:
- 11 "Classe Admiral Bygov"
- 8 "Classe General Sasyonev"
- 38 tra "Classe Novgorod" e"Classe Obrodansk"
- 24 "Classe Uralsk"
- 3 "Classe Zar Pyotr I"

L'ammiraglio russo Dmitri Alexey Yurov allora capo dello Stato Maggiore della Marina Russa autorizzò la creazione di 4 corazzate sperimentali "Classe Yudenyov" e 7 incrociatori pesantemente armati di "classe Eremeev". Gli "Yudenyov Class" vennero anche copiati da inglesi e tedeschi, i russi comunque continuarono la serie varando la Maman, incrociatore da guerra di serie "Yudenyov" ultra-armati, vennero modificati nel periodo 1899-1901 e rimodernati nuovamente. Nel 1903 venne creata la serie di incrociatori leggeri "Tazov Class" seguita da quella di cacciatorpediniere "Murmansk Class" e "Arkangelsk Class", tra il 1899-1904 vennero varati 5 "Tazov Class", 19 "Murmansk Class" e 14 "Arkangelsk Class". In totale tra il 1899 e il 1914 vennero varate 74 navi, di cui 6 corazzate,4 incrociatori da guerra,14 incrociatori,35 cacciatorpediniere,15 navi d'appoggio,10 motosiluranti e 10 navi ausiliarie a cui si aggiungevano 26 sottomarini. In totale nel 1914 la Marina Imperiale Russa contava 16 corazzate,14 incrociatori da guerra,26 incrociatori e 108 tra navi ausiliarie pesanti, cacciatorpediniere, incrociatori leggeri, motosiluranti e navi ospedale e contava 200.000 marinai e 42.000 soldati di marina addestrati.

## Lo sviluppo e l'impiego
La Marina Imperiale Russa venne quasi sempre trascurata dagli zar, anche se la Marina Imperiale era vitale per l'Impero Russo, infatti senza una marina da guerra atta a operare su tutti i mari la Russia non avrebbe mai potuto perseguire i suoi progetti di controllo del pianeta.

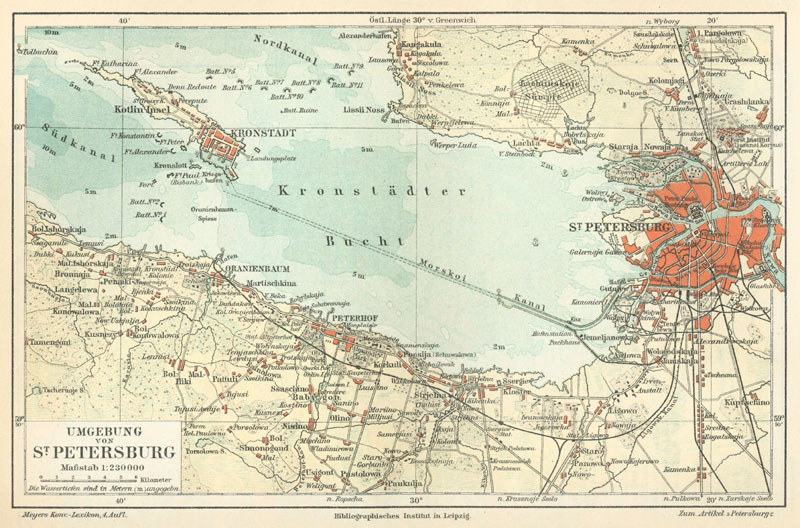
San Pietroburgo (poi Leningrado) e la fortezza di Kronštadt in una mappa tedesca del 1888

Nel XVIII ed al principio del XIX secolo la marina imperiale ebbe però non pochi momenti di gloria, operando sia contro gli svedesi nel Baltico (con alterne fortune), sia contro i turchi e i franco-giacobini nel Mediterraneo.
L'invio della flotta del Baltico nel Mediterraneo durante la guerra russo-turca del 1768-1774 stupì i commentatori militari europei, ed inflisse all'ancora potente flotta ottomana alcune gravi sconfitte, come quella della battaglia di Cesme. Operazioni simili furono ripetute nel principio dell'800, sia contro la flotta ottomana, sia contro le armate repubblicane francesi e delle repubbliche sorelle in Italia e nelle isole Ionie. La marina russa era però dilaniata da rivalità e favoritismi, molti ufficiali, che si erano formati all'interno della Royal Navy, facevano fatica ad accettare una situazione in cui il merito non contava nulla, mentre la nascita aveva un forte peso. Soltanto con Nicola I si avrà un primo piano organico di sviluppo per la Marina Imperiale, per il periodo 1825-1849 venne stabilito il varo di 45 navi, poi per quello 1850-1853 altre 5, in seguito, seppur oppresso da numerosi compiti amministrativi, Alessandro II riuscirà a stabilire un piano decennale ,1853-1863 per il varo di ben 36 navi, numero ridotto poi a 22 con l'introduzione delle navi a vapore, per il periodo 1864-1895 gli zar Alessandro III e Nicola II vareranno un numero totale di ben 79 navi. Tra il 1896-1914 Nicola II ordinerà la costruzione di una "Marina imperiale russa invincibile e in grado di controllare i sette mari", affermazione surreale e impossibile se non con un finanziamento di miliardi e miliardi di rubli dell'epoca, soldi che non erano disponibili. L'impiego della Marina Imperiale sarà irrilevante durante le guerre napoleoniche tranne per alcune scaramucce, poi Nicola I ordinerà la costruzione di una marina russa, questa però essendo dotata quasi esclusivamente di navi a vela, non poteva competere con le flotte inglese e francese accorse in aiuto dei turchi durante la guerra di Crimea (1853-1856) e quindi anche qui la flotta russa intervenne solo in minima parte; diversa la sua posizione in estremo oriente, poiché fino al 1890 il Giappone non disporrà di una potente marina e quella russa sarà qui l'unica in grado di dominare i mari insieme a quella britannica. Nella guerra russo-giapponese del 1904-1905 la flotta russa ne uscirà gravemente danneggiata e umiliata e servirà un decennio prima di poter costruire le navi necessarie a rimpiazzare quelle perdute. Nella guerra del 1914-1918 la flotta imperiale contribuì solo parzialmente al blocco dell'Intesa e non riuscirà mai ad avere il completo controllo del Baltico poiché i sommergibili tedeschi manterranno sempre una certa autonomia dal controllo antisommergibile russo e affonderanno numerosi convogli svedesi diretti ai porti russi.

## Rivoluzione e guerra civile
La rivoluzione russa che portò alla dissoluzione dell'Impero russo e la conseguente guerra civile furono devastanti per la Marina Imperiale Russa. L'unica flotta che ebbe perdite lievi fu la Flotta del Baltico che aveva la sua base operativa nell'isola di Kronštadt vicino a Pietrogrado, nonostante fosse stata attaccata dagli inglesi nel 1919. L'intervento delle potenze straniere portò all'occupazione delle coste del Pacifico, dell'Artico e del Mar Nero. La maggior parte delle navi rimaste della Flotta del Mar Nero erano sotto il controllo del Barone Vrangel' e al termine del conflitto fecero rotta per Biserta in Tunisia e colà vennero internate. Marinai della Flotta Imperiale combatterono da entrambe le parti durante la guerra civile. Molte furono le adesioni di marinai della Flotta del Baltico alla Rivolta di Kronštadt.
Le unità navali superstiti entrarono a far parte della Voenno-morskoj flot, la Marina del nuovo Stato sovietico.

### In lingua italiana
- Benigno Roberto Mauriello, La Marina russa durante la Grande Guerra, Segrate, Italian University Press, 2009 ISBN 978-88-8258-103-9
- N. Monasterev (trad. dal russo Amm. D. Miraglia), La Marina russa nella guerra mondiale, Firenze, Vallecchi, 1934

### In lingua inglese
- Fred T. Jane, The Imperial Russian Navy, London, 1899.
- Vladimir Krestjaninov, Imperial Russian Navy 1890s-1916, Greensboro, NC: Uniform Press, 2013 ISBN 978-1-90650-949-1
- John Tredrea, Eduard Sozaev, Russian Warships in the Age of Sail 1696-1860: Design, Construction, Careers and Fates, Barnsley, Seaforth Pub., 2010 ISBN 9781848320581
- Antony J. Watts, The Imperial Russian Navy, London, Arms and Armour, 1990, ISBN 0853689121

### In lingua russa
- Vitaliy Dotsenko, Georgiy Getmanets, Русский морской мундир. 1696-1917, San Pietroburgo, Atlant', 2008 ISBN 978-5-98655-039-8